# Lancetes falklandicus
Lancetes falklandicus är en skalbaggsart som beskrevs av Ríha 1961. Lancetes falklandicus ingår i släktet Lancetes och familjen dykare. Inga underarter finns listade i Catalogue of Life.